# Dogo-Dogo
Dogo-Dogo es una comuna rural de Níger perteneciente al departamento de Dungass de la región de Zinder. En 2012 tenía una población de 65 544 habitantes, de los cuales 31 433 eran hombres y 34 111 eran mujeres.
La comuna tiene su origen histórico en la localidad de Toumbi, que hasta 1864 era la capital del emirato de Gumel; actualmente Toumbi es una pedanía de Dogo-Dogo. Es una de las zonas de la región más aptas para la agricultura, siendo sus principales fuentes de ingresos el cultivo del sésamo, caupí y maní. También es importante el comercio transfronterizo con Nigeria, aunque su ubicación remota ha limitado su desarrollo económico. La población local está formada por hausas y kanuris que viven en casas de adobe y por fulanis y tuaregs que viven en chozas de paja.
La localidad se ubica unos 20 km al sur de la capital distrital Dungass y unos 20 km al noroeste de la ciudad nigieriana de Maigatari.